# Desiderius Perkamentus
Desiderius Perkamentus (Engels: Aberforth Dumbledore) is een personage uit de Harry Potterboekenreeks van J.K. Rowling. Hij is de jongere broer van Albus Perkamentus en caféhouder van het louche café de Zwijnskop, dat in Zweinsveld ligt. Ook is hij lid (geweest) van de Orde van de Feniks, maar het is niet zeker wat zijn taak daarin is (geweest). Evenals Albus vergeet hij nooit iets en is hij ruimdenkend, maar hij is knorrig. Zijn uiterlijk wordt beschreven als lang, slank, bebaard en oud.
Harry Potter kent hem als de barman van de Zwijnskop, maar lijkt niet te weten dat hij de broer is van Albus. Harry zag in zijn vijfde schooljaar een foto waarop Desiderius staat, en ziet hem later in de bar, maar hij ziet het verband hier tussen niet, hoewel Desiderius hem vagelijk bekend voorkomt.
Albus Perkamentus vertelde Harry dat professor Zwamdrift (onbedoeld, terwijl ze in trance was) een profetie maakte toen zij op sollicitatiegesprek was voor de baan als lerares Waarzeggerij. Midden in de profetie vloog de deur open en hield de barman Severus Sneep vast, die het gesprek aan het afluisteren was. Deze barman is waarschijnlijk Desiderius, ook omdat dat gesprek plaatsvond in de Zwijnskop.
Desiderius was ook aanwezig bij de begrafenis van zijn broer, Albus, en werd beschreven als "de barman van de Zwijnskop', die Harry alleen van gezicht kende.
In het zevende boek speelt Desiderius een grotere rol. Desiderius houdt Harry in de gaten door de spiegel van Sirius Zwarts. Wanneer Harry, Ron en Hermelien terugkeren naar Zweinstein en Verschijnselen in de hoofdstraat van Zweinsveld, houdt Desiderius hen uit handen van de toegestormde Dooddoeners. Daarna helpt hij hen om via het schilderij van zijn overleden zus Ariana naar Zweinstein te komen. Dan wordt ook duidelijk dat hij de Kamer van Hoge Nood heeft voorzien van eten. Later wordt hij ook vechtend gezien in de slag om Zweinstein.

## Werk voor de Orde van de Feniks
In het vierde boek wordt verteld dat Desiderius ooit is opgepakt omdat hij ongepaste bezweringen toepaste op een geit. In deel één, Harry Potter en de Steen der Wijzen, vertelt Sneep tijdens een les Toverdranken dat een bezoar uit de maag van een geit komt en je beschermt tegen de meeste soorten vergiffen. Het is mogelijk dat, toen Desiderius betrapt werd op het toepassen van ongepaste bezweringen op een geit, hij probeerde bezoars in handen te krijgen. Daarbij komt dat Harry het naar geiten vindt ruiken in Zwijnskop. Daarnaast wordt in het zevende deel duidelijk dat de Patronus van Desiderius een geit is, wanneer hij Harry, Ron en Hermelien helpt te vluchten voor een groep Dooddoeners in Zweinsveld. Die bezoars zouden dan waarschijnlijk naar de Orde van de Feniks gaan, voor het geval dat een van de leden vergiftigd zou worden. Dit betekent dat Desiderius meer voor de Orde zou doen dan slechts informatie doorgeven.

## Familie Perkamentus
|                   |                   |                   |                   | Parcival Perkamentus | Parcival Perkamentus | Parcival Perkamentus | Parcival Perkamentus | Parcival Perkamentus   | Parcival Perkamentus   |                        |                        | Kendra Perkamentus     | Kendra Perkamentus     | Kendra Perkamentus | Kendra Perkamentus | Kendra Perkamentus | Kendra Perkamentus |                    |                    |                    |                    |
|                   |                   |                   |                   | Parcival Perkamentus | Parcival Perkamentus | Parcival Perkamentus | Parcival Perkamentus | Parcival Perkamentus   | Parcival Perkamentus   |                        |                        | Kendra Perkamentus     | Kendra Perkamentus     | Kendra Perkamentus | Kendra Perkamentus | Kendra Perkamentus | Kendra Perkamentus |                    |                    |                    |                    |
|                   |                   |                   |                   |                      |                      |                      |                      |                        |                        |                        |                        |                        |                        |                    |                    |                    |                    |                    |                    |                    |                    |
|                   |                   |                   |                   |                      |                      |                      |                      |                        |                        |                        |                        |                        |                        |                    |                    |                    |                    |                    |                    |                    |                    |
| Albus Perkamentus | Albus Perkamentus | Albus Perkamentus | Albus Perkamentus | Albus Perkamentus    | Albus Perkamentus    |                      |                      | Desiderius Perkamentus | Desiderius Perkamentus | Desiderius Perkamentus | Desiderius Perkamentus | Desiderius Perkamentus | Desiderius Perkamentus |                    |                    | Ariana Perkamentus | Ariana Perkamentus | Ariana Perkamentus | Ariana Perkamentus | Ariana Perkamentus | Ariana Perkamentus |